# Ptaquilósido
El Ptaquilósido es la principal toxina de Pteridium aquilinum, aislada por primera vez en 1983. Su estereoestructura química es un  glucósido norsesquiterpeno de tipo iludano, determinada por Yamada y colaboradores.
La carcinogenicidad de ptaquilósido fue probada en 1984, y se mostró que el ptaquilósido era responsable de los efectos biológicos característicos de helechos, tales como envenenamiento agudo por helecho Pteridium, ceguera brillante en ovejas, mutagenicidad, efectos de clastogenicidad y genotoxicidad.
En una solución débilmente alcalina, el ptaquilósido se convierte poco a poco, con la eliminación concomitante de glucosa, en un compuesto inestable llamado  "dienona", que es la forma activada del ptaquilósido y actúa como un poderoso agente alquilante. La "dienona" alquila las purinas, adenina y guanina del ADN, y luego las partes de purina alquiladas se eliminan de forma espontánea del ADN: produciéndose la subsecuente escisión del ADN y el daño en el mismo. Prakash y colaboradores sugirieron que la carcinogénesis inducida por el ptaquilósido se iniciaba por la activación del oncogén H-Ras.